# Căscioarele
Căscioarele là một xã thuộc hạt Călărași, România. Dân số thời điểm năm 2002 là 2161 người.